# Loïc Le Meur
Pour les articles homonymes, voir Le Meur.
Loïc Le Meur, né le 14 juillet 1972 à Perpignan, est un chef d'entreprise et un blogueur français.

## Biographie
Diplômé de l’École des hautes études commerciales de Paris (HEC) en 1996, il est pendant plusieurs années (jusqu'à début 2007) directeur général pour l'Europe de Six Apart, une plate-forme de blogs. Il en est désormais[Quand ?] président honoraire. Également chroniqueur pour l'émission Direct Matin animée par Guillaume Klossa sur la chaîne de télévision Direct 8. De 2006 à 2007, il fait partie des polémistes de l'émission En aparté de Pascale Clark. Il en est retiré car son soutien officiel à Nicolas Sarkozy lors de l'élection présidentielle française de 2007 aurait obligé Canal+ à décompter son temps de parole. Il est également l'auteur de deux livres écrits avec Laurence Beauvais consacrés aux blogs et podcasts,[réf. nécessaire] et intervient régulièrement comme commentateur de l'actualité technologique sur les podcasts du réseau twit.tv (en).
Selon un dossier d'octobre 2005 du Figaro Magazine, il ferait partie des « 50 trentenaires les plus influents en France » aux côtés notamment de Marc-Olivier Fogiel, Isabelle Carré, Hedi Slimane, Guillaume Klossa ou encore Matthieu Pigasse. Le 30 septembre 2008, il figure dans le classement The 25 Most Influential People on the Web (Les 25 personnes les plus influentes sur le Web) publié par le magazine américain BusinessWeek. Il crée un groupe Facebook consacré aux lecteurs de son blog ainsi qu'une île à son nom dans Second Life, ce qui en fait un personnage controversé dans la blogosphère, tout comme son rapport à la notoriété et ses sorties verbales,.

### Le Web
Depuis 2004, Loïc Le Meur organise avec Géraldine Le Meur une conférence centrée sur les blogs et les nouvelles technologies. En décembre 2006, l'édition LeWeb '03 est perturbée par la présence conjuguée de Shimon Peres, Nicolas Sarkozy et de François Bayrou. Les modifications d'agenda et la confusion des genres ont entraîné des critiques parfois virulentes. Loïc Le Meur en tire publiquement les enseignements via un article posté sur son blog, qui référence à la fois les contributions positives et les différentes critiques.
Depuis, LeWeb a gagné en popularité chaque année, attirant en 2009, selon ses promoteurs, plus de 2 400 participants venant de plus de 50 pays. LeWeb parvient également à amener en France de nombreux intervenants influents de la sphère technologique américaine. En décembre 2010, l'évènement accueille Carlos Ghosn, PDG de Renault et Marissa Mayer, PDG de Yahoo! et ex-vice-présidente de Google. Au cours de la première journée de cette édition, le 8 décembre, le hashtag leweb est classé un moment première tendance mondiale sur Twitter. L'édition de 2011 de LeWeb est ouverte par Eric Schmidt, ancien CEO et actuel chairman[pas clair] de Google.
Pour la première fois en 2012, LeWeb tient une conférence à Londres et est ouverte par Chad Hurley, fondateur de YouTube, et Kevin Systrom, fondateur d'Instagram. En décembre 2012, Reed MIDEM devient actionnaire majoritaire de LeWeb.

### Politique
Loïc Le Meur est à l'origine de plusieurs podcasts politiques, dont des entretiens avec Nicolas Sarkozy et Dominique Strauss-Kahn. En 2007, il contribue à la campagne de Nicolas Sarkozy avec le titre de responsable de la campagne participative de l'UMP. Peu de temps après l'élection de Nicolas Sarkozy à la présidence de la République française, il annonce son départ de France pour San Francisco, afin de lancer la start-up Seesmic.

### Seesmic
En 2007, Loïc Le Meur fonde la société Seesmic, basée à San Francisco et initialement destinée à la création d'une communauté d'échanges vidéos. La crise économique de 2008, qui l'oblige à licencier une partie de ses employés, accélère la mutation de Seesmic pour tenter de l'imposer comme le client de référence des différents médias sociaux[réf. nécessaire]. En janvier 2010, Seesmic acquiert Ping.fm et permet à ses utilisateurs de mettre à jour leurs informations en une seule opération sur plus de 50 médias sociaux différents. En septembre 2012, Seesmic est vendu à Hootsuite.